# جودت بك وأبناؤه
رواية جودت بك وأبناؤه هي أول عمل روائي للكاتب التركي أورخان باموق، الذي نال جائزة نوبل في الأدب سنة 2006. صدرت الرواية في تركيا عام 1982.
إنها رواية تصوّر تاريخ عائلة تنتمي إلى البرجوازية الإسطنبولية، وتمتد على مدى ثلاث أجيال. تبدأ الرواية مع جودت بك، تاجر مسلم ثري، وتنتهي بحفيده أحمد، الرسام الذي يحاول الهروب من فوضى تركيا في سبعينيات القرن الماضي، حيث تشهد البلاد اضطرابات سياسية وثقافية، وتآكل المشروع الحداثي الكمالي، إلى جانب توترات متعددة الأوجه.
كان الروائي الشاب أورهان باموق في العشرينيات من عمره حين كتب هذه الرواية الأولى، وقد عبّر من خلالها عن نظرة نقدية تجاه بلد يعيش مرحلة تحوّل، حيث يتناول بشكل خاص، السنوات الأخيرة من الانحلال الإمبراطوري من خلال شخصيات أبناء جودت الثلاثة، الذين يجسّد كلٌّ منهم وجهاً من وجوه المخاض العنيف الذي رافق ولادة تركيا الحديثة.
يعتمد أورهان باموق في هذه الرواية إلى حد كبير على تاريخ عائلته ، إذ إن جده كوّن ثروته من خلال بناء خطوط السكك الحديدية في الأناضول. وتشكّل جودت بك وأبناؤه بمثابة الأساس الذي انطلقت منه أعماله اللاحقة، حيث تتجلّى فيها ملامح مشروعه الأدبي: كتابة عمل روائي يصور نشوء تركيا الحديثة، وهو موضوع سيواصل الكاتب معالجته واستكشافه في معظم رواياته الأخرى.

## ملخص الكتاب
تبدأ الرواية في حيّ نيشان تاشي عام 1905، حيث يستقر جودت بك، وهو تاجر مسلم ثري، مع زوجته ليؤسس أسرته ، في تلك الفترة، كان السلطان عبد الحميد الثاني قد نجا لتوّه من محاولة اغتيال نفّذها أناركي بلجيكي يُدعى إدوار جوريس،  ومع تصاعد التململ في أوساط النخبة التركية ضد الحكم العثماني، يجد جودت نفسه في قلب مرحلة مفصلية من تاريخ البلاد، فيشرع في تدوين يومياته.
وبعد ثلاثين سنة، لم تعد تركيا التي يصفها جودت هي نفسها تركيا شبابه  ؛ فقد عرف البلد إصلاحات سياسية جذرية، وتغيّرات اجتماعية عميقة، من بينها تبني أبجدية جديدة. في هذا السياق، يسلك أبناء جودت مسارات متباينة في مجتمع يتجه بسرعة نحو الحداثة: عثمان يتولى تجارة والده، بينما ينغمس رفيق في قراءة روسو، ويحقق عمر ثروته من خلال مشاريعه الكبرى في مجال السكك الحديدية.
في السبعينيات، تمثل الجيل الثالث بحفيد جودت، نجل رفيق، وهو رسّام يشعر بالحاجة إلى العودة إلى الجذور. فيشرع في رسم بورتريه لجده المتوفى عام 1965، مما يدفعه إلى الغوص في يومياته، ويعيد بذلك استحضار ستين عامًا من التحوّلات الكبرى في تاريخ تركيا.

## البناء
يتكوّن كتاب جودت بك وأبناؤه من 84 فصلًا  ، وهو عمل روائي متعدد الأصوات؛ إذ يُفسَح المجال في كل فصل لشخصية مختلفة لتروي من منظورها الخاص. ومن خلال هذه البنية السردية، تعبّر عشرات الشخصيات، سواء كانت رئيسية أم ثانوية، عن رؤاها وهواجسها في لحظات مفصلية من حياتها الشخصية، لكنها، في الوقت ذاته، تعكس تحوّلات أعمق ترتبط بمسار تركيا الحديثة وتاريخها المتقلب.

### الجزء الأول
يتألف الجزء الأول من الرواية من يوميات جودت بك، الابن الأصغر لموظف حكومي كان يعمل في محافظات كولا وأخيسار. عندما مرضت زوجته، قرر نقل العائلة إلى إسطنبول لتلقي العلاج، لكن بعد رفض طلبه للنقل، استقال وانتقل مع أسرته إلى إسطنبول حيث أسس شركة لإنتاج الأخشاب. أما نصرت، الابن الأكبر، فقد أكمل تدريبه الطبي ثم سافر إلى فرنسا، لكنه لم يحقق نجاحًا كبيرًا فعاد إلى تركيا وهو يحمل أفكارًا ثورية وتحديثية. في هذه الأثناء، توفي والد نصرت وجودت بك، عثمان، وبسبب ضيق الموارد المالية، اضطر جودت إلى تولي إدارة أعمال العائلة في مجال الأخشاب، وحولها إلى متجر متخصص في الأدوات والإضاءة، حيث نجح في الحصول على عقد إضاءة للمدينة عن طريق الرشوة.
يبدأ الجزء مع وصول جودت بك إلى سن سبعة وثلاثين عامًا، حيث يملك تجارة مزدهرة وهو أعزب لكنه مرتبط بخطبة نيجان، ابنة شكرو باشا. يشعر جودت بأنه يتقدم في حياته الاجتماعية عبر ارتباطه بابنة الباشا. خلال يومه، يقوم بعدة مهام: يحاول تحصيل دين لم يُسدّد (بينما المدين غائب)، ويزور أخاه الذي يعاني من مرض السل، مثل والدته، وهو في حالة صحية حرجة. كان أخوه قد تزوج سابقًا، لكن الزواج لم ينجح، وابنه زياء يعيش الآن مع عمة له. يذهب جودت مضطرًا لزيارة أخيه، فالعلاقة بينهما متوترة. أخوه نصرت شاب تركي ينتقد الجميع ولا يرضى عادة بتلقي العلاج الطبي، كما أنه فقير. مع ذلك، هذه المرة يطلب من جودت خدمتين: إحضار زياء وجلب طبيب له. ينفذ جودت الأمرين. كما يزور جودت والد خطيبته، شكرو باشا، ويتناول الغداء مع صديقه المقرب فؤاد بك، الذي يحذره بأن شكرو باشا قد فقد ثروته، وهذا هو السبب وراء سعيه للاستفادة من تزويج ابنته إلى رجل أعمال ناجح مثل جودت.

### الجزء الثاني
تدور أحداث الجزء الثاني في ديسمبر من عام 1936، حيث يكون جودت ونيجان متزوجين ولديهما ثلاثة أطفال: عثمان، رفيق، وعائشة. استطاع جودت تحقيق أرباح تجارية من تجارة السكر خلال الحرب، والآن يعتزل العمل التجاري لينقل المسؤولية إلى ابنه الأكبر عثمان. يُقدَّم عثمان كبن حساس وجاد في العائلة، متزوج لكنه يخون زوجته التي تعلم بالأمر.
يركز الجزء الأكبر من الرواية على رفيق وأصدقائه. رفيق مهندس يعمل نظريًا في شركة عثمان لكنه غير مهتم بالأعمال ويجد أعذارًا لتجنب الذهاب إلى العمل. وهو متزوج من بيرهان. له صديقان مقربان: عمر، ابن الباشا الذي قدّم جودت لأول مرة إلى والد نيجان، ومحي الدين. يتركز كثير من السرد حول هؤلاء الثلاثة.
لا يشعر أي منهم بالسعادة، لا في حياته الشخصية ولا تجاه وضع تركيا في ذلك الوقت. عاد عمر مؤخرًا من إنجلترا، حيث يشير إلى الصورة النمطية التي تحملها الثقافة الإنجليزية عن تركيا. هو أيضًا مهندس ويعمل في بناء نفق للسكك الحديدية في منطقة ريفية، مما يدر عليه أموالًا كثيرة. لكن بعد انتهاء المشروع، يفقد تركيزه ويبتعد حتى عن ارتباطه العاطفي والمهني.
يكره رفيق حياته؛ عمله في الشركة العائلية، زواجه، والمسار الذي تسير فيه تركيا. يهجر زوجته وطفله ويتوجه للعيش مع عمر، حيث يقضي وقتًا طويلًا محاولًا تطوير نظرية للتنمية الريفية. أثناء كتابة كتابه حول هذا الموضوع، يواجه صعوبة في إقناع المسؤولين الحكوميين بأخذ أفكاره على محمل الجد.
أما محمدين، فيرغب بأن يكون شاعرًا، لكنه أقسم على الانتحار إذا لم يُنشر له عمل شعري قبل بلوغه سن الثلاثين. في النهاية، يجد معنى لحياته بانضمامه إلى حزب قومي تركي.
يشترك الثلاثة في قلقهم العميق من أن تركيا لا تسير على النحو الذي يرغبون فيه. هم قلقون بشأن موقع تركيا في العالم، ويقارنون بلدهم كثيرًا بالدول الأوروبية، خاصة فرنسا وألمانيا، وغالبًا ما يصب ذلك في مصلحة تلك الدول على حساب تركيا. يرغبون في تحديث تركيا مع الحفاظ على تقاليدها، ويكرهون الجيل القديم الذي يحكم البلاد، وكذلك يكرهون حياتهم الخاصة. لا يريدون أن يكونوا مثل آبائهم الذين اكتفوا بالزواج وتكوين الأسرة والعمل فقط لكسب المال بدون هدف أعمق.
في الوقت نفسه، تبدأ النساء الشابات بالشعور بأنهن محاصرات أيضًا، ويرغبن في مزيد من الحرية، مثل حق رؤية أصدقاء من الجنس الآخر دون مرافقة أحد البالغين، وحرية اختيار أزواجهن بأنفسهن. يشكل هذا مصدر صراع مستمر، سواء بين الشخصيات أو داخلها، طوال أحداث الرواية.

### الجزء الثالث
في الجزء الثالث، تتركز القصة على حفيد جودت، في عام 1970، قبيل الانقلاب العسكري الذي وقع عام 1971. توفي رفيق، الابن الأصغر لجودت، مخلفًا طفلين: أحمد، فنان في الثلاثين من عمره، وابنة تُدعى ملك متزوجة. تزوجت أرملة رفيق، بيرهان، مرة أخرى. يعاني أحمد من تبعات أفعال والده، ويشعر بالخوف من انقلاب وشيك، وقد أخبره عمه ضياء، ابن نصرت، الذي لا يزال على قيد الحياة، بهذا الخطر. كما لا يزال يواجه صعوبة في رؤية صديقته دون مرافقة شخص بالغ، مما يسبب له إحباطًا كبيرًا.

## الشخصيات الرئيسية
تنتمي شخصيات الرواية إلى الطبقة البرجوازية الإسطنبولية التي ازدهرت بفضل التغييرات التي أرسى أسسها مصطفى كمال. ومع ذلك، يظهر أن الأشخاص الوحيدين السعداء بينهم هم أولئك الذين، مثل جودت بك، يقبلون الواقع الحالي إلى حد ما ولا يسعون إلى تغييره. أما الآخرون، فيميلون إلى الشعور بعدم الرضا بسبب مشاكلهم الشخصية، وعلاقاتهم الأسرية، والديناميات الاجتماعية والسياسية المتقلبة في تركيا.

### جودت بك
الشخصية الرئيسية في الرواية هي جودت بك، الذي سيُعرف لاحقًا باسم جودت إشقيقجي بعد اعتماد قانون الأسماء العائلية في عام 1934. يُعتبر جودت من أوائل التجار المسلمين في إسطنبول في القرن العشرين، ويطمح إلى تأسيس عائلة تعيش حياة مريحة تعتمد على نجاح أعماله المزدهرة. لقد اكتسب بفضل تجارته سمعة متزايدة بين الطبقات العليا، وتمكن من الزواج من ابنة باشا. مع نيجان خانم، التي تزوجها في منزل سعيد نديم بك، أنجب ثلاثة أطفال هم عثمان، رفيق، وعائشة. يعيش الجميع في قصر بحي نيشان تاشي، وهو حي تقطنه عادة طبقة وسطى من إسطنبول. يوصف جودت بأنه رجل ملتزم ومنضبط، طموح ومجتهد، بسيط لكنه ذكي وحساس.

### نيجان هانم
نيجان، زوجة جودت بك وابنة شكرو باشا، توصف بأنها امرأة ذكية وهادئة في حياتها اليومية، لكنها ليست جميلة بشكل خاص بحسب رأي والدها. تهتم نيجان كثيرًا بتوفير تعليم جيد ونموذج حياة سليم لأطفالها. ومع ذلك، تشعر بالقلق حيال شخصية عائشة الصعبة، وتسعى إلى تزويجها في أسرع وقت ممكن. أما علاقتها مع جودت، فلا تبدو علاقة حب عاطفي قوي، بل هي أكثر تقبّل وتعايش نابع من سنوات طويلة من العيش المشترك والتعاون المتبادل.

### نصرت
الأخ الأكبر لجودت هو طبيب عسكري سابق، يعاني من مرض السل في الجزء الأول من الرواية. سافر إلى فرنسا لكنه لم يحقق نجاحًا في مهنته هناك، ومع ذلك تأثر هناك بأيديولوجية سياسية ثورية، موجّهة نحو الإيجابية والتحديث. لهذا السبب، عندما عاد إلى وطنه، دعم وانضم إلى حركة الشباب الأتراك، وهي حركة سياسية كانت تسعى إلى إنهاء النظام الملكي المطلق في الدولة العثمانية.
طوال الجزء الأول، كان مريضًا بشدة، وكان يلح على جودت لكي يذهب ويأخذ ابنه زياء من عند زيريب خانم ليقوم بتربيته وتعليمه، حيث سيصبح زياء فيما بعد عسكريًا. كان الأخ الأكبر تحت رعاية ماري تشوحاتشيان، وهي أرمنية متأثرة بالثقافة الأوروبية، والتي كان نصرت يحاول من خلالها استفزاز جودت. ويبدو أن جودت كان مفتونًا بهذه المرأة التي اعتبرها شخصًا خارج المألوف.

### عثمان
عثمان هو الابن الأكبر لجودت، ويتولى إدارة الأعمال العائلية بينما لا يزال جودت على قيد الحياة. في البداية، ينجح في تنمية تلك الأعمال. مع ذلك، يشعر بعدم الرضا عن زواجه وحياته، ويقرر إقامة علاقة عاطفية مع عشيقة، مما يخيب آمال جميع أفراد العائلة. مخالفًا رغبة والدته، يهدم القصر العائلي القديم ويبني مكانه عمارة سكنية يخصص فيها لكل فرد من أفراد عائلة جودت بك طابقًا خاصًا به. لكنه في النهاية يعجز عن الاستقرار بشكل دائم، ينفصل عن زوجته، ويخرج من التجربة وقد أفلس. يُصوَّر عثمان تدريجيًا كرجل جشع وأناني، غير قادر على الحفاظ على سمعة العائلة الاجتماعية.

### رفيق
رفيق هو الابن الأصغر لجودت. يظهر في البداية كشاب راضٍ ومعتدل ومستقر ضمن عائلته وحياته اليومية. إلا أنه بعد وفاة والده وميلاد ابنته، يدرك أن نمط الحياة العادي الذي يعيش فيه لا يحقق له الرضا. منذ ذلك الحين، يظهر فيه جانب المثالي الذي يعجز عن التوافق مع أفكاره وطموحاته. في هذا السياق، يلجأ رفيق إلى الأدب الكلاسيكي، حيث يقرأ لفولتير، ستندال، وجان جاك روسو الذي تعتبر الاعترافات له كتابه المفضل، لكنه لا يجد في قراءة هذه الأعمال متعة حقيقية. وينطبق الأمر ذاته على قصائد صديقه محيطين.
يتبوأ رفيق تدريجيًا موقع الشخصية المحورية في الجزء الثاني من الرواية، ويكشف عن شخصية مضطربة تغرق في تأملات متعددة. يقول في أحد مقاطع الرواية: «أرغب في إعطاء معنى لحياتي، أن أخوض نضالاً ما وأواجه بعض العواصف الصغيرة التي تزيل هذا القلق وهذا الشعور بالجمود». يبحث رفيق عن أجوبة لقلقه الوجودي. يكتب في مذكراته: «كل شيء في تركيا نائم، أنتظر الحدث الذي سيقلب حياتي رأسًا على عقب»، قبل أن يترك الشركة العائلية ويتوجه إلى صديقه عمر في موقع بناء سكة حديد بعيدًا عن إسطنبول. بعد عودته، يحلم بتأسيس حركة سياسية «لقيادة الشعب نحو نور الحداثة»، ويفكر في إنشاء دار نشر تنشر الكلاسيكيات الأدبية الأوروبية.

### محي الدين
محي الدين، صديق عمر ورفيق، هو شاعر تركي شاب ينتمي إلى أسرة والده فيها ملازم يُدعى حيدر بك، الذي كان يكن له في البداية إعجابًا لكنه سرعان ما فقد احترامه له. يُصور محمدين أحيانًا على أنه عدمي ومثالي في الوقت نفسه. يقول لرفيق:
«قررت الانتحار. لم أتخذ هذا القرار لأنني لم أصبح شاعرًا جيدًا عند بلوغي الثلاثين، بل لأنني غير سعيد ولن أكون كذلك أبدًا. أنا ذكي جدًا لأتمكن من أن أكون سعيدًا.»

### عمر
المهندس عمر، الذي يُقارن كثيرًا بشخصية راستينيّاك من الكوميديا الإنسانية لبالزاك، هو أيضًا شخصية طموحة، وصولية، وسينسية. في البداية، كان متلهفًا لـ«فتح إسطنبول» ويعد بالزواج من نازلي، ابنة النائب المؤثر سوات بك، رغبة في الاستفادة من نفوذ وشبكة والده السياسية والاقتصادية. قبل ذلك، يعمل في مدينة كيماه الواقعة بعيدًا عن إسطنبول. ولكن بعد انتهاء عمله هناك، يفقد ثباته وقدرته على تحقيق طموحاته.

### أحمد
الحفيد أحمد، الرسام، يُوصف كشخص طموح وذكي يرغب في خدمة وطنه من خلال فنه. يعيش أحمد في تركيا خلال سبعينيات القرن العشرين، وهي فترة مضطربة تشهد صراعات داخلية دامية بين الماركسيين والمسلمين. في هذا العالم المتشابك، يحاول أحمد أن يمنح لوحاته معنى، إذ يرى الفن كـ«شكل من أشكال المعرفة». لكن للأسف، تبدو لوحاته غير مفهومة للجمهور العام. أمام هذا الواقع المرير، يستسلم أحمد للحنين ويرنو إلى العودة إلى الذاكرة الأجدادية. لذلك يغوص في يوميات والده وذكريات جده جودت بك، ما يمنحه فرصة لـ«إغلاق الحلقة» في ملحمة العائلة، مع إعادة استعراض ستين عامًا من التاريخ التركي.

## التأثيرات والمقارنات
في مقابلة مع غوريا كينتانا  ، صرّح أورهان باموق بأنه استلهم كثيرًا من رواية الصوت والغضب (1929) للكاتب الأمريكي ويليام فوكنر خلال شبابه وقد تركت فيه أثرا بالغا. وبحسبه، فإن هذه الرواية شكّلت نقطة تحوّل في مساره، إذ بدأ هو الآخر، على غرار فوكنر، في الكتابة بصيغة المتكلم المفرد. فعلى الرغم من أن الرواية تُروى من قبل راوٍ بضمير الغائب، فإن الحكاية تُسرد في الغالب من خلال الشخصيات أنفسها. فهي تُدخل القارئ في عوالمها الداخلية، من أفكار ومخاوف وأحلام ورغبات. ولهذا السبب، يصف البروفيسور ماكغاها (2008) هذه الرواية بأنها «رواية نفسية وفكرية» في آن واحد.
هذا الأسلوب في تتبع حياة عائلة برجوازية ميسورة على مدار عدة أجيال، مع خلفية تاريخية تتناول تاريخ البلد والعالم، قد يذكر القارئ بأعمال أدبية مشابهة مثل بودنبروك لتوماس مان، أو سلالة فورسايت لجون غالسورثي.